# 비상구가 없다
《비상구가 없다》는 1995년에 개봉한 대한민국의 영화이며 1992년 제작됐지만 촬영 도중 제작사가 문을 닫는 바람에 제작진과 스태프들이 나머지 제작비를 충당하는 등 우여곡절 끝에 완성됐는데 소유권 문제로 상영이 지연되어 왔다가 김영빈 감독의 또다른 연출작인 《테러리스트》의 흥행 호조에 힘입어  뒤늦게 빛을 봤다.

## 캐스팅
- 문성근 : 동오 역
- 심혜진 : 영숙 역
- 박상민 : 준표 역
- 유연실 : 가죽치마 역
- 전미선 : 은지 역
- 안병경 : 최 반장 역
- 최종환 : 남해성 역
- 이얼 : 르뽀작가 역
- 유정렬 : 영준 역
- 신은경 : 승미 역
- 황춘수 : 박 형사  역
- 문미봉 : 노파 역
- 황근창 : 황주임 역
- 김성희 : 경주 역
- 김현아 : 게이 역
- 박정훈 : DJ 역
- 허승철 : 비디오가게주인 역
- 조영진 : 남자 1 역
- 전수환 : 호스트빠지배인 역
- 김상원 : 록카페종업원 역
- 박영규 : 록카페종업원 역
- 정휘석 : 록카페종업원 역
- 강미경 : 록카페종업원 역
- 고희정 : 옷가게종업원 역
- 주진아 : TV아나운서 역
- 정승호 : 나이트클럽종업원 역
- 박상혁 : 호스트 역